# Cappella di Santa Brigida (Dolcedo)
La cappella di Santa Brigida è un luogo di culto cattolico situato nel comune di Dolcedo, in provincia di Imperia. L'edificio è situato sulla strada che conduce ai piedi del monte Faudo e sul valico verso Pietrabruna e la valle di San Lorenzo.

## Storia e descrizione
Di origini medioevali, venne ricostruita nel 1425, come si legge nell'iscrizione sul portale.
L'esterno è in pietra grezza sommariamente intonacata. In pietra sono i due portali, quello di facciata, ad arco leggermente acuto, con architrave decorato da una croce e sostenuto da due mensole stilizzate, e quello sul fianco ovest, col simbolo dell'Agnus Dei scolpito nell'architrave.
La facciata è preceduta da un portico, utilizzato come rifugio per i pellegrini. L'abside è di stile romanico, con due monofore a feritoia e una serie di archetti che si ripete sui due lati. Recentemente sono stati scoperti affreschi tardo medioevali nella conca dell'abside, attualmente in corso di studio da parte della Soprintendenza ai beni artistici della Liguria.